# Lepisiota fergusoni
Lepisiota fergusoni är en myrart som först beskrevs av Auguste-Henri Forel 1895.  Lepisiota fergusoni ingår i släktet Lepisiota och familjen myror. Inga underarter finns listade i Catalogue of Life.